# هيرمان سوكول
هيرمان سوكول (بالإنجليزية: Herman Sokol)‏ هو كيميائي أمريكي، ولد في 14 نوفمبر 1916، وتوفي في 22 يونيو 1985 في مركز ميموريال سلون كيترينغ للسرطان في الولايات المتحدة.